# Phaeoacremonium mortoniae
Phaeoacremonium mortoniae är en svampart som beskrevs av Crous & W. Gams 2001. Phaeoacremonium mortoniae ingår i släktet Phaeoacremonium och familjen Togniniaceae.   Inga underarter finns listade i Catalogue of Life.
I den svenska databasen Dyntaxa används istället namnet Togninia fraxinopennsylvanica för samma taxon.  Arten är reproducerande i Sverige.